# ZAMM
ZAMM - Journal of Applied Mathematics and Mechanics / Zeitschrift für Angewandte Mathematik und Mechanik (meestal kortweg ZAMM) is een internationaal, aan collegiale toetsing onderworpen wetenschappelijk tijdschrift op het gebied van de toegepaste wiskunde in de mechanica. Vooral numerieke aspecten komen sterk aan bod. Het tijdschrift is opgericht in 1921 en wordt uitgegeven door John Wiley and Sons. Het verschijnt maandelijks.